# Ученик волшебника
«Ученик волшебника» (англ. The Magician's Apprentice) — первая серия девятого сезона британского научно-фантастического телесериала «Доктор Кто». Премьера серии состоялась 19 сентября 2015 года на канале BBC One. Сценарий был написан Стивеном Моффатом. Режиссёром эпизода стала Хетти Макдональд, прежде работавшая над серией «Не моргай», также написанной Моффатом.
Роль Доктора исполнил Питер Капальди. Дженна Коулман сыграла роль его спутницы Клары Освальд. Также к своим ролям нынешнего воплощения Мастера, Мисси, и создателя далеков Давроса вернулись Мишель Гомес и Джулиан Блич соответственно.

## Синопсис
Где Доктор? Когда небеса на Земле скованы загадочной инопланетной силой, Кларе нужен её друг. Но куда пропал Доктор и от чего он прячется? Деяния прошлого настигают его, грядут встречи со старыми врагами, и выжить для Доктора и Клары не представляется возможным.

## Приквелы

### Пролог
11 сентября 2015 года на официальном сайте сериала был выпущен пролог к девятому сезону, в котором Доктор вновь возвращается на планету Карн. Кто-то разыскивает его по всему времени и пространству, а сам Доктор оставляет своей старой знакомой из Сестёр Охиле загадочный предмет на сохранение. Она также предупреждает его, что то, что он задумал, ничем хорошим для него не кончится. Доктор отвечает, что отправится на встречу со своим старым врагом не сразу, наказывая присмотреть за Вселенной, когда его не станет, и собирается уходить. Охила же говорит Доктору вдогонку, что как бы он ни старался спрятаться, друзья всегда его найдут.

### Медитация Доктора
Эксклюзивный приквел, предваряющий эпизод, названный «Медитация Доктора» («The Doctor’s Meditation»), был представлен 15 и 16 сентября 2015 года совместно с прокатом финальных эпизодов восьмого сезона «Тёмная вода» и «Смерть на небесах» в кинотеатрах США, Канады, Дании, а также России и стран СНГ в формате 3D. 18 сентября эпизод стал доступен на официальной странице сериала в Facebook и других онлайн-платформах. Доктор находится в средневековой Англии вместе со своим верным приятелем Борсом. Повелителя Времени одолевает беспокойство по поводу грядущего, от чего он безуспешно пытается отвлечься. В конце концов после настойчивых вопросов Борса о том, с кем он должен встретиться и зачем ему для этого медитировать, Доктор рассказывает другу о своих планах.

## Сюжет
В неопределённом времени на инопланетном поле боя разворачивается война со смесью примитивных и продвинутых технологий. Через военную зону бежит маленький мальчик, который попадает в ловушку на поле «ручных мин». Тут появляется Доктор и бросает ему свою звуковую отвёртку, чтобы тот мог спастись. Доктор спрашивает у мальчика его имя и приходит в ужас, когда оказывается, что перед ним Даврос, будущий создатель далеков.
Спустя столетия слуга Давроса, существо под именем колония Сарфф, разыскивает Доктора по всей галактике. У него есть сообщение для Повелителя Времени о том, что Даврос умирает, а также, что тот о чём-то «помнит и знает». Так и не обнаружив нигде Доктора, Сарфф информирует об этом своего хозяина, на что тот советует ему искать друзей Доктора, которые и приведут его к Повелителю Времени.
В наши дни на Земле ЮНИТ обращается за помощью к Кларе Освальд, так как они не могут связаться с Доктором. По словам Кейт Стюарт, каждый самолёт, находившийся в воздухе, застыл на месте, и никто не знает, почему. Пытаясь найти причину этого происшествия, ЮНИТ получает сообщение по специальному каналу, предназначенному для Доктора, однако это оказывается Мисси, которая требует устроить встречу с Кларой. Мисси подтверждает, что это она заморозила самолёты, поскольку ей также нужна помощь Клары в поисках Доктора. Мисси показывает Кларе исповедальный диск Доктора — последнюю волю и завещание, по традиции доставляемый за день до гибели Повелителя Времени, который был послан ей. Мисси объясняет, что Доктор считает, что ему осталось жить всего один день, и это её беспокоит.
Клара и Мисси находят Доктора в 1138 году в Эссексе, где он закатил трёхнедельную вечеринку. Там же их наконец выслеживает колония Сарфф, который, как выясняется, на самом деле представляет собой не одно создание, а колонию из нескольких змей под монашеской робой, которая придавала ему сходство с человеческой фигурой. Он передаёт Повелителю Времени сообщение Давроса и его отвёртку. Доктору стыдно — оказывается, он не спас Давроса в детстве, а бросил его — и тогда он соглашается сдаться Сарффу. Несмотря на возражения Доктора, Клара и Мисси настаивают на том, чтобы отправиться вместе с ним в качестве пленников. После этого приятель Доктора из средних веков Борс, оказавшийся марионеткой далеков, обнаруживает ТАРДИС и собирается доставить её своим хозяевам.
Сарфф привозит заключённых на некую космическую станцию. Доктора отводят к Давросу, который сообщает Повелителю Времени, что помнит, как тот с ним поступил. Тем временем Мисси замечает, что гравитация в этом месте вовсе не характерна для космической станции. Она открывает шлюз, ведущий наружу, и вместе с Кларой оказывается в открытом пространстве, впоследствии обнаружив, что на самом деле они стоят на планете. Планета становится видимой, и, к ужасу Мисси и Доктора, выясняется, что это Скаро, родина далеков.
Далеки хватают Мисси и Клару и отводят к ТАРДИС, которую они собираются уничтожить, а Даврос заставляет Доктора на это смотреть. Мисси предлагает далекам с её помощью использовать ТАРДИС, а не разрушать, но вместо этого её дезинтегрируют. Повелитель Времени умоляет Давроса спасти Клару, на что тот отвечает, что не в силах контролировать свои создания. Клара пытается убежать, и тогда далеки дезинтегрируют и её. С помощью лазера они уничтожают ТАРДИС, оставив Доктора бессильным и в полном одиночестве. Даврос высмеивает сострадание Доктора как его «величайшую слабость» и требует, чтобы тот наконец признал, что «сострадание — это ошибка».
Доктор снова оказывается на поле боя с маленьким Давросом, который спрашивает, спасёт ли он его. Заявляя, что пришёл из будущего, Повелитель Времени угрожает пушкой далеков и говорит, что существует лишь один способ, которым он собирается спасти своего друга.

### Связь с другими сериями
В эпизоде можно заметить множество различных моделей далеков из предыдущих эпох. Вновь появляется их создатель, Даврос, и родная планета Скаро. Также присутствуют отрывки разговоров Давроса с предыдущими инкарнациями Доктора, начиная от серии «Происхождение далеков» до «Украденной Земли».
В поисках Доктора колония Сарфф посещает бар Малдовариум, в последний раз появлявшийся в серии «Хороший человек идёт на войну». В баре присутствуют сикораксы, хат, уды и тиволианцы. Возвращается Прокламация теней — межгалактическая полиция во главе с Архитектором, и джудуны, которых в последний раз видели в серии «Украденная Земля». Также вернулись и Сёстры Карна из мини-эпизода «Ночь Доктора», первое появление которых состоялось в серии «Мозг Морбиуса».

### Внешние отсылки
Обнаружив местоположение Доктора и разгадав его намерения, Клара цитирует первую строчку из поэмы Дилана Томаса «Не уходи безропотно во тьму».
Мелодия, которую Доктор играет на гитаре, выезжая на арену на танке, является импровизацией Питера Капальди на заглавную тему сериала. Позже, когда Доктор замечает Клару, он начинает наигрывать вступление к песне Роя Орбисона «Oh, Pretty Woman», а после этого — к песне Тони Бэзил «Mickey».

## Производство
Вместе с эпизодом «Фамильяр ведьмы» серия вошла во второй съёмочный блок. Читка сценария состоялась 9 февраля 2015 года. Съёмки начались 12 февраля 2015 года и завершились в следующем месяце. Сцены на поверхности Скаро были отсняты на острове Тенерифе Канарских островов (Испания). Другой из Канарских островов, Лансароте, в прошлом дважды использовался в качестве съёмочной локации для серий «Убить Луну» и «Планета Огня».
В качестве съёмочного реквизита были позаимствованы несколько моделей далеков с выставки Doctor Who Experience, располагающейся рядом со студией BBC в Кардиффе. 

## Показ
Премьера серии состоялась 19 сентября 2015 года на канале BBC One. За ночь эпизод посмотрели 4,58 миллиона зрителей Великобритании, составив 21,2 % от общей зрительской аудитории. Финальный рейтинг увеличился до 6,54 миллионов зрителей с долей 26,3 %, что позволило «Ученику волшебника» занять четвёртую позицию среди самых просматриваемых программ недели на BBC One. Помимо этого эпизод набрал 1,3 миллиона онлайн-просмотров на сервисе BBC iPlayer. В США на канале BBC America эпизод посмотрели рекордные 1,1 миллиона зрителей в категории от 18 до 49 лет, тогда как общее число посмотревших составило 2 миллиона. Серия получила высокий индекс оценки 84.

### Отзывы критиков
| Рейтинги                         | Рейтинги |
| Издание                          | Оценка   |
| -------------------------------- | -------- |
| Rotten Tomatoes (томатометр)     | 83%      |
| Rotten Tomatoes (средняя оценка) | 8,69     |
| Radio Times                      | [ 26 ]   |
| New York Magazine                | [ 27 ]   |
| TV Fanatic                       | [ 28 ]   |
| SFX Magazine                     | [ 29 ]   |
| Paste Magazine                   | 8.5      |
| IGN                              | 9,4      |
| The A.V. Club                    | B        |
| Indiewire                        | A+       |

«Ученик волшебника» удостоился положительной реакции критиков. На сайте Rotten Tomatoes рейтинг серии составляет 83 % со средней оценкой 8,69 из 10 на основе 18 обзоров.
Редкая для BBC похвала последовала от Daily Mail: «„Доктор Кто“ невероятно хорош — остроумное, крепкое, захватывающее, телевизионное произведение о прошлом и будущем: BBC в своей лучшей форме». Бен Трэвис из газеты Evening Standard прокомментировал захватывающее начало сезона: «Вот как надо появляться: верхом на танке, надев Ray-Ban, с электрогитарой наперевес. К постоянно расширяющемуся перечню способностей последнего Повелителя Времени определённо точно можно добавить ещё одно: „Доктор Кто“ умеет отжигать». 
Патрик Малкерн из Radio Times оценил серию на 5 звёзд из 5, похвалил сюжет и заметил, что идея показать Давроса в детстве оказалась замечательной. Ник Сетчфилд из журнала SFX также наградил эпизод пятью звёздами, заявив, что он был «полон остроумия и угрозы» и «не побоялся пойти против классических устоев этого сериала». Рецензент IGN Скотт Коллура поставил оценку 9,4 балла из 10, воздав должное сценарию и назвав серию блестящим началом сезона с захватывающим действием и напряжёнными ситуациями, «настоящей встряской как для Доктора, так и для зрителей». The Daily Telegraph был больше убеждён ведущим актёром, чем сюжетом: «Редко когда шоу так полагается на игру одного актёра — и Капальди не подводит: он способен привнести достаточно эмоциональной глубины для того, чтобы показное дурачество превратилось в драму».